# Shane Stevens
Shane Stevens (8. listopada 1941., New York) je američki pisac kriminalističkih romana. 
Stevensovi roditelji su John i Caroline Royale Stevens.

## Djela
- Go Down Dead 1966.
- Way Uptown in Another World 1971.
- Dead City 1973.
- Rat Pack 1974.
- By Reason of Insanity 1979.
- The Anvil Chorus 1985.

## Zanimljivosti
Stephen King je tvrdio da je veliki Stevensov obožavatelj. U svom romanu The Dark Half, glavni lik je Thad Beaumont, pisac krimi šund romana, u kojima je glavni lik ubojica Alexis Machine, istoimeni lik iz Stevensovog romana Dead City.
U Stevensovom romanu By Reason of Insanity lik višestrukog ubojice, Thomas Bishop, tvrdi da je sin stvarnog kriminalca Caryla Chessmana, koji je pogubljen 1960., zbog kaznenih djela silovanja i razbojstava.
Glavni lik romana The Anvil Chorus, pariški policijski inspektor,  azijski Židov, očigledno je također nadahnut životom stvarne osobe, francuskog časnika Alfreda Dreyfusa, nedužnog sudionika poznate afere Dreyfus.